# Incallajta

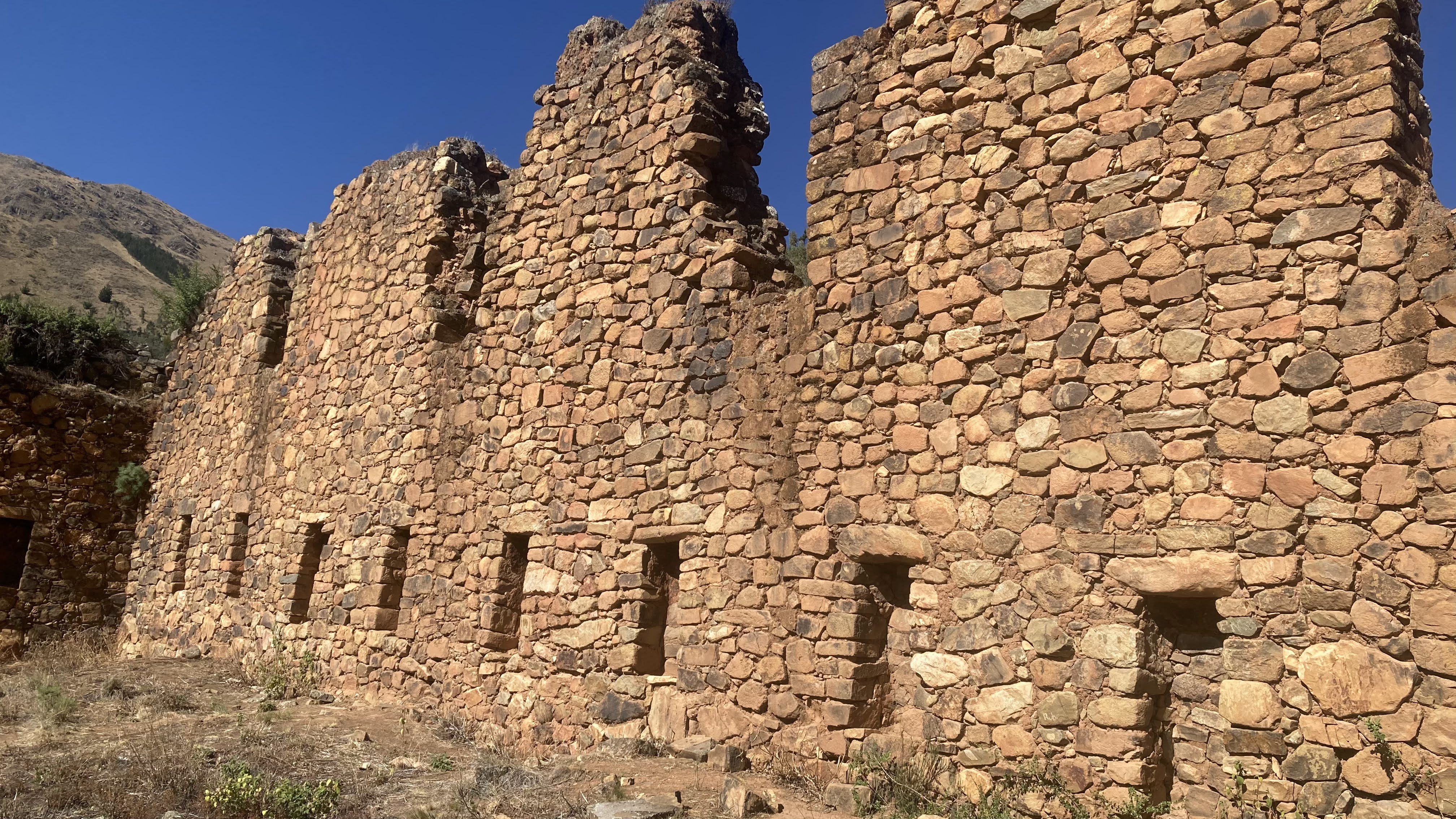
Detalle de las murallas de Incallajta.

Incallajta (del quechua Inka Llaqta, ciudad del Inca), también registrado como Inkallajta, es uno de los centros arqueológicos más importantes de Bolivia. Administrativamente se encuentra ubicado en el municipio de Pocona de la provincia de Carrasco, en el suroeste del departamento de Cochabamba, a una altitud de 2.950 m s. n. m. entre dos quebradas. Servía de fortaleza militar, centro político, administrativo y ceremonial para el Imperio Inca.
La ciudadela arqueológica de Incallajta está siendo promocionada por entidades nacionales y regionales como Patrimonio Cultural de la Humanidad ante la Unesco. Fue declarado monumento nacional de Bolivia en 1967.

## Historia
Incallajta fue la "llajta", territorio inca más importante del Antisuyo, uno de los cuatro suyos del Tahuantinsuyo. Su construcción data de finales del siglo XV. Es el legado inca más importante del territorio boliviano y se encuentra a una altitud de 2.950 m s. n. m.
Se cree que la ciudad fue construida durante el reinado de Túpac Yupanqui a fines del siglo XV y reconstruida por Huayna Cápac a principios del siglo XVI. Todo esto durante las visitas que hacían los incas a Cochabamba, Pocona y el centro de Bolivia. Fue una fortaleza militar, centro político, administrativo y ceremonial del Imperio incaico o Tahuantinsuyo y frontera geográfica del imperio incaico frente a las invasiones de los chiriguanos.
Hasta hace pocas décadas, se conocía relativamente poco sobre Incallajta, debido a la escasa mención del sitio en las crónicas coloniales y a la ausencia de investigaciones arqueológicas sistemáticas en la región. Algunos cronistas como Bernabé Cobo, Pedro Sarmiento de Gamboa y Miguel Cabello de Balboa mencionaron una fortaleza cercana al centro administrativo incaico de Pocona, que la mayoría de los investigadores identifica como Incallajta. El explorador sueco Erland Nordenskiöld fue uno de los primeros en realizar un mapeo y excavaciones limitadas en el lugar en 1913.

## Descripción

Incallajta en 1913.

El complejo arqueológico tiene una superficie de unas 80 ha. Está construido por grandes plazas y patios circundados por una murallas y construcciones con puertas que dan hacia los espacios abiertos. El templo principal o la Kallanka, de 78 por 25 metros y 12 de alto; el muro de este es el más prominente y característico de esta estructura, cuenta con un muro hastial con 10 hornacinas, 4 ventanas y remate de barro, domina el área central del sitio.
Se ubica sobre un cono de eyección, en el fuerte Huayko, una quebrada casi inaccesible. Utiliza espacios uniespaciales, las unidades arquitectónicas no se comunican unas con otras. Se observan formas trapezoidales; ya que la figura geométrica característica de estas ruinas es el trapecio.
"La Cancha" o patio, es un espacio mítico polifuncional. El uso del material básico de construcción: la piedra, recubrimiento de barro.
Los techos son "exentos", no hay encuentro de techos, por esto se denominan a sus techumbres el uso de la cubierta exenta, la estructura de soporte es de madera.

## Camino ritual incaico de acceso
En una investigación de 2010 se identificó un camino incaico doble que conecta la localidad de Vacas con el sitio de Incallajta. Este camino, único en el departamento de Cochabamba, está formado por dos segmentos paralelos separados entre sí por unos treinta metros y con una anchura que alcanza los cuatro metros en ciertos tramos. Su construcción muestra técnicas incaicas reconocibles, como muros de contención y alineamientos de piedras, lo que respalda su autenticidad como infraestructura del periodo imperial.
A lo largo de este camino se hallaron estructuras clave que marcan puntos de control físico y simbólico. Una de ellas es Mamahuasi K’asa, un posible puesto de vigilancia ubicado estratégicamente en un paso natural entre los valles de Iskaywasi y Mamahuasi. Este edificio consta de una gran estructura rectangular de aproximadamente 15 por 7 metros y dos recintos circulares, y en su entorno se encontraron fragmentos de cerámica de estilo incaico local.
Otra estructura destacada es Incahuayco, situada en un paso angosto cerca del nacimiento del río del mismo nombre, cuya corriente alimenta el río Machamarca que pasa por Incallajta. Incahuayco presenta plataformas muradas y muros con nichos, y se considera que pudo haber funcionado como un santuario o apacheta, dado su emplazamiento junto a una fuente de agua considerada sagrada. El edificio marca simbólicamente el ingreso al valle de Incallajta y, por tanto, también a su núcleo monumental.
El tramo final del camino conduce a una colina al norte del complejo, donde se levanta una imponente muralla en zigzag con una sola entrada empalizada. Inmediatamente después se encuentra otra muralla con dos accesos que descienden hacia las plazas centrales del sitio, organizando y regulando el ingreso. Esta disposición sugiere una función más allá de lo militar: el control del tránsito podría estar asociado a rituales o eventos que exigían un acceso diferenciado y jerarquizado.
El diseño del camino, con bifurcaciones que se separan y vuelven a unirse en puntos determinados, parece responder a intenciones simbólicas más que a necesidades prácticas como el drenaje o la topografía. El recorrido obligaba a los viajeros a pasar por ciertas estructuras específicas antes de llegar al centro del sitio, recordando el modelo de acceso ritual documentado en Cuzco durante celebraciones como el Cápac Raymi, donde solo ciertos individuos podían ingresar mientras otros debían permanecer en puntos de reunión al borde del camino.
Esta organización espacial ha llevado a los investigadores a proponer que las distintas ramas del camino podrían haber estado destinadas a diferentes grupos sociales o de género, replicando prácticas observadas en otras partes del imperio. Casos similares se han documentado, por ejemplo, en la Isla del Sol y en las rutas que rodean el lago Titicaca, donde caminos paralelos con puntos rituales conducen a centros ceremoniales de alta importancia. La ausencia de restos habitacionales en la zona atravesada por el camino refuerza su función ritual, en contraste con la mayor concentración de estructuras en el lado oriental de Incallajta.

## Impacto cultural

Plano de Incallajta, trazado en 1913.

Incallajta es el nombre de la primera ópera boliviana, llamada así en honor a estas magníficas ruinas. Obra escrita por Atiliano Auza León, cuenta con libreto de Norma Méndez de Paz. 
Se estrenó por primera vez en La Paz, en 1980 y tuvo su reposición en septiembre del 2010 en la ciudad de Cochabamba en honor al bicentenario de esa ciudad.